# Foibe-Massaker

Vereinfachtes Schema einer Foiba

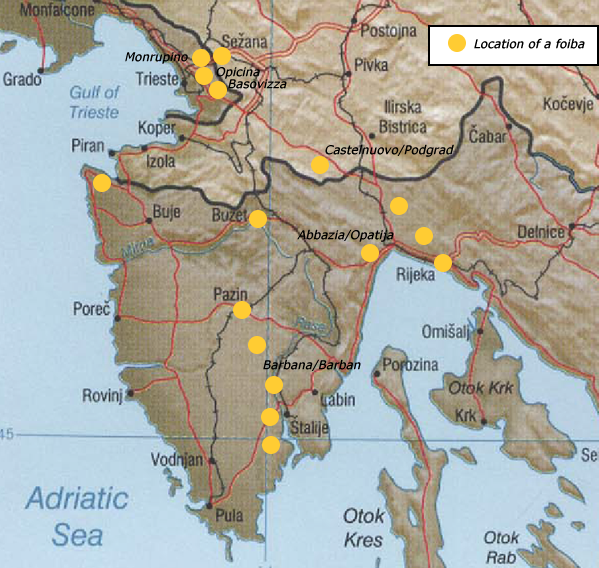
Lageorte einiger Foiben in Istrien, an denen mutmaßlich Massenexekutionen stattgefunden haben.

Mit dem Begriff Foibe-Massaker bezeichnet man Kriegsverbrechen, die im Herbst 1943 und im Frühjahr 1945 durch jugoslawische Partisanen an der italienischen Bevölkerung verübt wurden, hauptsächlich in Julisch Venetien, in den istrischen und dalmatinischen Küstengebieten. Die Opfer wurden in Karsthöhlen geworfen, die sogenannten Foiben, oftmals bei lebendigem Leibe.

## Geschichte
Unter einer Foiba (von lateinisch fovea, fossa; kroatisch fojba) versteht man in der italienischen Sprache unzugängliche Karsthöhlen entlang der kroatischen und slowenischen Küste.
Erstmals kam es zu den später so genannten Foibe-Massakern nach der Verkündung des italienischen Waffenstillstandes mit den Alliierten am 8. September 1943 und der zeitweiligen Inbesitznahme Istriens durch jugoslawische Partisanen. Zahlreiche Angehörige der italienischen Volksgruppe wurden durch kroatische Partisanen und italienische Kommunisten verhaftet und ermordet. Häufigster Vorwurf war die Mitgliedschaft in faschistischen Organisationen. Diejenigen, die deswegen zum Tode verurteilt wurden, erschoss man oder warf sie lebend in die Foiben. Nachdem die Deutschen in der Region wieder die Kontrolle übernommen hatten, wurden die Leichen exhumiert.
Nach der erneuten Besetzung kam es von Mai bis Juli 1945 in Teilen von Julisch Venetien zu einer zweiten Welle von Massakern durch die jugoslawische Partisanenarmee. Opfer der Verhaftungen und Hinrichtungen waren meist unter der Bevölkerung bekannte Faschisten oder Antikommunisten, Angehörige der italienischen und deutschen Exekutivorgane sowie Kollaborateure mit den Deutschen. Die jugoslawischen Partisanen betrachteten alle Antikommunisten als Faschisten, und die Begriffe „Italien“  und „Faschismus“  erhielten denselben Beiklang. Viele der Verhafteten wurden in die jugoslawischen Internierungslager deportiert, wo sie in großer Zahl auf Grund unmenschlicher Lebensbedingungen ihr Leben verloren. Andere wurden wiederum in die Foibe des Karstgebirges um Triest geworfen:

„Dann nahm ein großer Mann einen Draht und begann je zwei und zwei zusammenzubinden, so dass er den Draht fest um unsere Handgelenke zog. Das Schicksal war vorgezeichnet, und es blieb nur eine Möglichkeit zu entkommen: mich in den Abgrund zu werfen, bevor mich die Kugel traf. . . . Ich fiel auf einen hervorstehenden Ast. Ich konnte nichts sehen, andere Körper fielen auf mich. Es gelang mir, die Hände aus dem Eisendraht zu befreien, und ich begann hinaufzuklettern.“

## Opferzahlen
Genaue Opferzahlen sind nicht bekannt. Die Schätzungen reichen von einigen Hundert bis zu 20.000, wobei sich diese maximale Anzahl nur einschließlich der im Mittelmeer versenkten (annegati) sowie in jugoslawischen Straflagern umgekommenen Italiener erklären lässt. Historiker schätzen die Anzahl der Opfer der Jahre 1943 bis 1945 auf mehrere tausend, kann aber nicht genau bestimmt werden.

## Gedenktag
Jahrzehntelang waren in Italien die Massaker mit einem Tabu belegt. Seit 2001 fanden die Foibe-Massaker mehr Beachtung in der öffentlichen Diskussion. Auf Initiative der aus dem neofaschistischen MSI hervorgegangenen Alleanza Nazionale wurde 2004 zur Zeit der Regierung Berlusconi ein Gedenktag eingeführt, der Giorno del Ricordo, der jährlich am 10. Februar begangen wird. An diesem Gedenktag wird nicht nur der Opfer der Foibe, sondern auch der 200.000 bis 350.000 Esuli (Vertriebenen) aus Julisch Venetien (Istrien, Fiume/Rijeka und Zara/Zadar) sowie Dalmatien gedacht.
2007 verlieh der italienische Staatspräsident Giorgio Napolitano anlässlich des Gedenktages dem letzten italienischen Präfekten des faschistischen Regimes in Zara (kroatisch Zadar) im heutigen Kroatien, Vincenzo Serrentino, und etwa dreißig weiteren Opfern der jugoslawischen Partisanen postum Orden. Serrentino wurde im ehemaligen Jugoslawien als Kriegsverbrecher verurteilt und hingerichtet. In seiner Rede zum Gedenktag sprach Napolitano davon, dass „eine der Barbareien des letzten Jahrhunderts begangen wurde“, von „einer Bewegung voller Hass und blutrünstiger Wut“, als der „slawische Annexionsplan [...] die unheilvolle Form einer ‚ethnischen Säuberung‘ annahm“. Der kroatische Präsident Stjepan Mesić protestierte gegen diese Aussagen.
Staatspräsident Napolitano äußerte sich danach mehrmals dahingehend, dass die Foibe-Massaker als „Maßnahmen einer ethnischen Säuberung im Rahmen der slawischen annexionistischen Tendenzen im Friedensvertrag von 1947“ zu werten seien, und stemmte sich gegen die „diplomatische Verdrängung“ der Geschehnisse.
Auf Vorschlag Kroatiens soll eine gemeinsame Historikerkommission Licht in die Vorkommnisse während des Zweiten Weltkrieges und der Jahre danach bringen.

## Kontroverse
Der damalige EU-Parlamentspräsident Antonio Tajani „sorgte für Aufregung in Kroatien und Slowenien“, als er 2019 zur Gedenkfeier für die Opfer der Foibe-Massaker das „italienische Istrien“ und das „italienische Dalmatien“ hochleben ließ. Dabei sprach er von „tausenden unschuldigen Opfern, die getötet wurden, weil sie Italiener waren“. Des Weiteren handele es sich bei den Massakern um systematische ethnische Säuberung der italienischen Minderheit. Diese Aussagen stießen auf Empörung in Kroatien und Slowenien. Der kroatische Premierminister Andrej Plenkovic wolle „Spuren territorialer Ansprüche“ erkannt haben. Der slowenische Ministerpräsident Marjan Šarec sprach u. a. von „beispiellosem historischen Revisionismus“.
Bei derselben Veranstaltung erregte der damalige italienische Vize-Ministerpräsident Matteo Salvini Aufmerksamkeit, indem er einen Vergleich zu Auschwitz heranzog, um auf die Massaker hinzuweisen.